# Église Notre-Dame-la-Principale d'Avignon
L'église Notre-Dame-la-Principale, aussi connue sous le vocable « Chapelle des Pénitents blancs » est un édifice religieux, situé place de la Principale à Avignon, dans le département de Vaucluse.

## Histoire

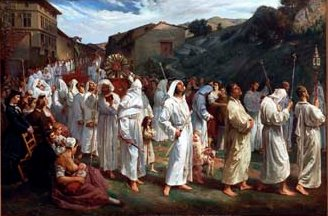
Procession des pénitents blancs, par Pierre Grivolas en 1865

Un édifice religieux, de style roman, est déjà utilisé à cet emplacement, dès le XIIIe siècle. Le bâtiment est transformé, notamment la nef, au XVIe siècle, puis en 1758 par Jean-Baptiste II Péru. Le clocher prend sa place peu après. Le chœur disparait après la Révolution française.
La confrérie des Pénitents blancs d'Avignon, fondé en 1527, ne s'installe dans cet édifice religieux que sous la Restauration. Il y resteront jusqu'en 1948, date où cette confrérie s'éteint.
Il y a eu jusqu'à sept confréries de pénitents à Avignon : gris, noirs florentins, blancs, bleus, violets, noirs de la Miséricorde, rouge. Sous l'ancien régime, les pénitents blancs se réunissaient dans l'enclos de Dominicains.

## Festival d'Avignon
La chapelle est l'un des lieux de représentation du Festival d'Avignon depuis les années 1960, avec la programmation de Théâtre Ouvert. La salle compte 164 places.